# J. Brian Evans
James Brian Evans (* 1946) ist ein US-amerikanischer Geophysiker.
Evans wurde 1978 am Massachusetts Institute of Technology (MIT) in Geophysik bei Chris Goetze und William (Bill) Brace promoviert. Danach war er Assistant Professor an der Princeton University, bevor er 1983 ans MIT zurückkehrte und dort 1993 eine volle Professur erhielt.
Er war unter anderem Gastwissenschaftler am Geoforschungszentrum Potsdam und der Universität Montpellier.
Er untersucht die Rheologie von Gesteinen bei hohem Druck und hoher Temperatur abhängig von einer breiten Palette von Parametern und den Zusammenhang von Deformation und Transport und Chemie von Flüssigkeiten im Gestein.
2008 erhielt er die Louis Néel Medal für wegweisende Forschung über die Rheologie von Gesteinen, seine eleganten Experimente basierend auf Grundlagen in Physik und Materialwissenschaft und seine Entdeckungen der Verbindung von Deformation und Flüssigkeitstransport in einer Reihe geophysikalischer Situationen (Laudatio).

## Schriften
- mit Goetze Stress and temperature in the bending lithosphere as constrained by experimental rock mechanics, Geophysical J. Roy. Astron. Soc., 59, 1979, 463–478
- mit Goetze Temperature variation of hardness of olivine and its implication for polycrystalline yield stress, J. Geophys. Res., 84, 1979, 5505–5524